# 東中野駅列車追突事故
東中野駅列車追突事故（ひがしなかのえきれっしゃついとつじこ）は、1988年（昭和63年）12月5日午前9時30分頃に東日本旅客鉄道（JR東日本）中央本線東中野駅で発生した列車衝突事故である。
本項では、国鉄時代に同じ区間（大久保 – 東中野間）において発生した1964年（昭和39年）・1980年（昭和55年）の事故においても取り扱う。

## 1回目の事故（1964年）
1964年1月14日午前9時55分頃、大久保 – 東中野間の東中野駅から大久保方へ400 mほどの地点で、場内信号機が停止現示のため停車中であった下総中山発中野行下り中央線各駅停車（列車番号821C・8両編成）に後続の船橋発中野行下り中央線各駅停車（列車番号819C・8両編成）が追突。追突された821C列車は4両目と5両目が脱線し、追突した819C列車は一部の車両の連結部が破損した。この事故で追突した列車の乗客2名が重傷、追突された列車の運転士および追突した列車の乗客4名が軽傷を負った。

### 原因
本事故の原因は追突した列車の運転士のブレーキ誤操作とされた。819C列車は大久保駅を定刻より1分30秒遅れで発車し、第2閉塞信号機（衝突地点から570 m手前）が注意である事を確認したもののブレーキを掛けることなく60 km/hのまま進行した。その後120 m手前で第1閉塞信号機が停止現示である事に気が付き慌てて非常ブレーキを掛けたものの、注意現示下における速度超過と現場が25‰の下り勾配であることが重なり衝突したものとされた。当該運転士は当日正午より出勤であったのものを、人員不足を理由に出勤前日に当日午前7時の出勤に変更されたことから、十分な休養ができず虚脱状態で運転していたものとされている。また、当時ATS（自動列車停止装置）は設置工事中であり整備されておらず、車内警報装置しか整備されていなかった。

## 2回目の事故（1980年）
1980年10月17日午前9時25分頃、大久保 – 東中野間の東中野駅から大久保方へ340 mほどの地点で、場内信号機が停止現示であったため停車中であった西船橋発中野行下り中央線各駅停車（列車番号841B・10両編成）に後続の千葉発中野行下り中央線各駅停車（列車番号707C・10両編成）が追突、追突された列車の後3両が脱線した。この事故で両列車の乗客14名が軽傷を負った。

### 原因
この事故の原因は見込み運転による信号無視とされた。当日の朝、同路線ではドア故障を理由として10分程度の遅延が発生しており、追突された列車・追突した列車は共に12分程度遅れが発生していた。また遅延のため中野駅の折返し作業が混乱しており、そのため中野行の列車は東中野駅付近で信号待機をさせられていた。追突した列車は大久保駅を発車後、40 km/hで走行中に第2閉塞信号機の喚呼位置で同信号が注意現示である事を確認しそのまま進行した。その後第1閉塞信号機に対するATS地上子にて警報を受け確認扱いを実施、25km/hまで減速したがそのまま進行した。しかしこの区間は25‰の下り勾配であった事から加速し、第1閉塞信号機喚呼位置の時点では再び40 km/h程度となっていた。運転士は第1閉塞信号機が停止現示であること、および先行列車がいる事を視認した。しかしながら運転士はダイヤの遅延を少しでも取り戻そうと考え、先行列車の発車を見込んで停止現示であるにもかかわらず進行を継続、下り勾配上で列車が加速している事を考慮せず異常接近し、慌ててブレーキを掛けたものの及ばず衝突したものとされた。またその他の要因として、信号機自体が並行する快速線の信号機と誤認しやすく、運転士が見誤った可能性が強いとの見解が捜査当局の現場検証や走行実験の結果から結論付けられている。

### 対策
この事故で国鉄は、当該区間において第1閉塞信号機通過後に、第2閉塞信号機が通常注意現示に変化するところを一定距離間は停止現示のままとし、またその距離を越えた後も注意現示から警戒現示になるように変更を行った。一方で、捜査当局より指摘された信号の配置についての変更は行われなかった。

## 3回目の事故（1988年）
中央緩行線東中野駅に停車中の津田沼発中野行下り中央線各駅停車（列車番号805C：習志野電車区（現・習志野運輸区）所属ラシ336編成103系10両）に後続の千葉発中野行下り中央線各駅停車（列車番号835B：三鷹電車区（現・三鷹車両センター）所属ミツ6編成201系10両）が追突。後続電車の運転士1名と乗客1名の計2名が死亡、116名が重軽傷を負った。国鉄分割民営化後、初めて乗客に死者を出した事故である。

### 要因
当時過密ダイヤにより慢性化していた遅延の回避のため、列車の遅れを回復しようとした後続列車運転士が停止信号にもかかわらず相応の措置をせずに進行した結果、見通しが悪い現場(東中野駅直前には急な左カーブがあり、その後立川駅までほぼ直線で西へ向かう)で停止中の先行列車に気付くのが遅れたために事故が発生したと見られる。原因は、後続列車運転士が運転中に列車無線を聴いていたためである。運転整理による折返しの運転順序変更の通告など、指令から乗務員への連絡の内容に気を取られ、前方の電車がいる事を知らせる信号機を見落とした（あるいは無視した）ものと見られる。
当該区間の保安装置はATS-B形で、警報が停止信号の約600m手前から作動し、さらに東中野駅手前約137mに設置されていた場内信号直下警報コイルでも警報を発するが、確認扱いと呼ぶ操作さえすればそのまま進行が可能であった。
過去にも同じ地点で追突事故が1964年・1980年（前述）と2度もあるが、どちらの場合も停止信号警報の確認扱いをした後に一旦停止しないまま進行する「追い上げ運転」を行ったことが原因である。この事故も含み3度とも追突した電車の行先は「中野行」で、終点での折り返し時間が非常に短いために運転士は新宿 - 東中野間で走行中に持ち物をまとめるのが常態化していたといい、前方列車が見えない線路配置が重なって事故を誘発した可能性も事故直後の報道で指摘された。

### 対策
この事故を契機にATS-B形を使っていた全区間（首都圏と大阪圏）を含む過密ダイヤ線区では、停止予定位置を基準にそれぞれの列車の減速性能から各地点の限界速度を定める速度パターン照査により確認扱いをなくして確実に強制停止させられるATS-P形への切替を進め、さらにJR東日本では東海旅客鉄道（JR東海）と共同で全JR向けATS-SN形を開発した。

## 事故当該車
事故当該編成は、両者共に中央・総武緩行線では特徴のある編成であった。
103系（ラシ336編成）
以下の車両で構成されていた。
- モハ103-21+モハ102-21
  - 1964年製造の103系第1次量産車。
- モハ103-334+モハ102-490・モハ103-336+モハ102-492・サハ103-326・327
  - 1973年製造の量産冷房車第1製造ロット。
- クハ103-277・278[16]
  - 1974年製造のATC準備工事車として最も落成日の早かった車両。

201系（ミツ6編成）
1981年に中央線快速への201系量産車の第一陣として投入された5編成のうち1本であり、数年で中央・総武緩行線へ転用。検査入場までの間オレンジ色で中央・総武緩行線に運用されていた編成。
事故によって衝突部から一番離れたクハ201-3・クハ103-278の2両を除いた18両は、テレスコーピング現象によって車両の台枠が大きく損傷したため修理は不可能となり、警視庁による検証が行われた後に収容先の中野電車区で解体された。

### 残存車
クハ103-278
事故車補充用として翌1989年2月17日付けで三鷹電車区に転入、他車両基地からの転入車と代替編成を組成した。7か月後の同年9月には豊田電車区（現・豊田車両センター）に再転出し青梅線・五日市線・武蔵野線で運用。さらに1991年には中原電車区に転属し南武線で運用され、1993年には再び習志野電車区に配属され中央・総武緩行線で運用され1995年に廃車された。
クハ201-3

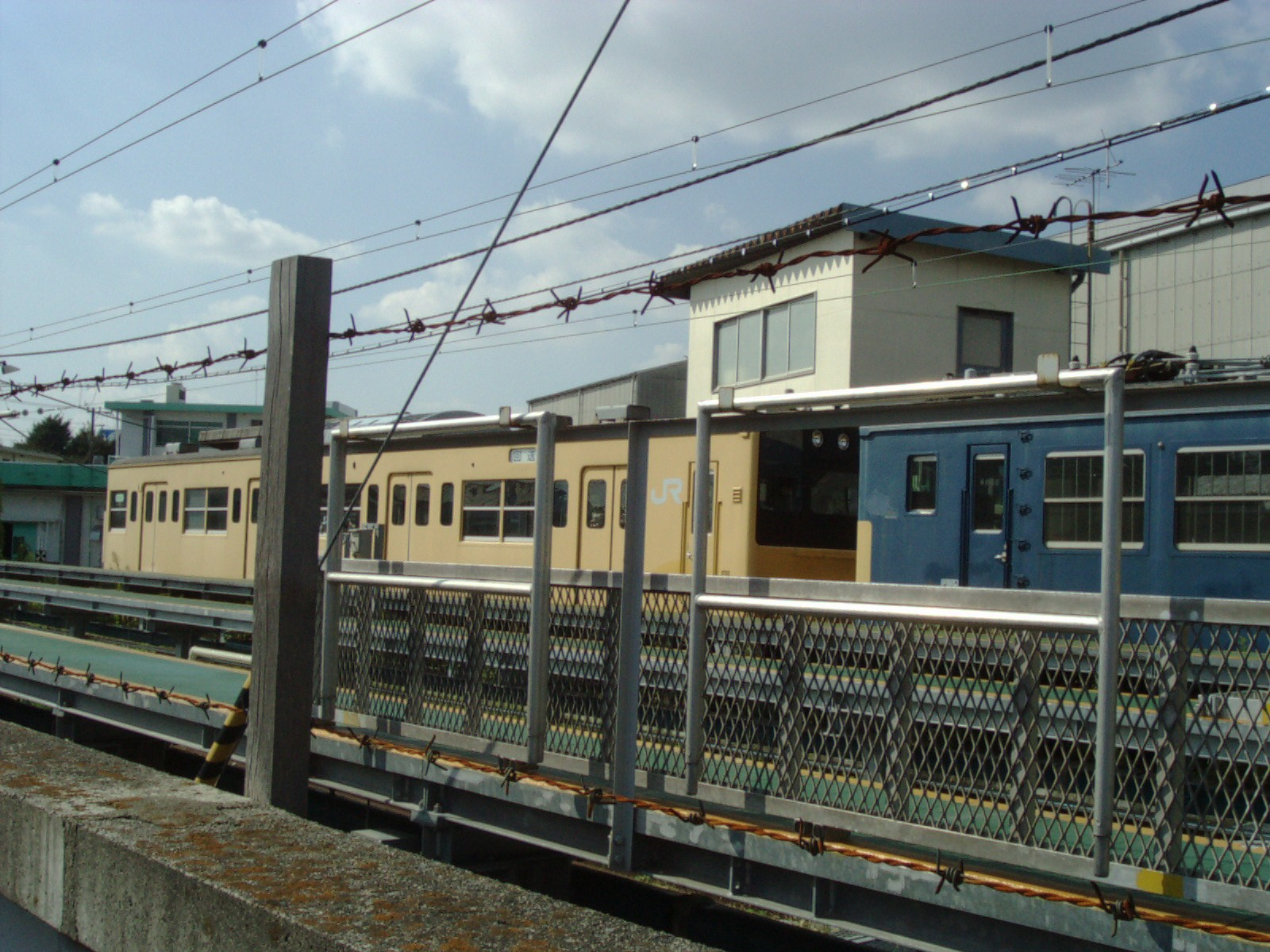
三鷹電車区に留置されたクハ201-3
（2003年撮影）

復旧工事の際に緊急整備されたATS-P形を搭載し、改造のために編成から外された同形車の代車として組み込まれる運用に投入されたが、三鷹電車区在籍の201系全編成の改造が終了した後は使用目的も無く、同区内に留置された。
1997年には大月駅列車衝突事故の事故当該車であったクハ200-116の代替案が浮上し大井工場へ回送されたが、最終的には当該車が復旧されたために再び三鷹区に戻された。その後2001年11月をもって三鷹電車区に所属する201系の編成がなくなったものの、クハ201-3は有効な使い道のないまま2005年12月まで留置され、同月大宮総合車両センターに廃車回送後解体された。これによりカナリアイエローの201系は消滅した。

### 補充車
1989年中に三鷹電車区へは本来は埼京線用として製造中だった205系2編成を仕様変更し新製配置され、ミツ6・ミツ23編成とした。
1990年にミツ23編成が本来の埼京線用配置先の川越電車区（現・川越車両センター）に転出、ミツ6編成は1993年に中央線快速増発に伴う201系20両の同線転出分の穴埋めと中央・総武緩行線そのものの増発に伴い京浜東北線と南武線から合計3本30両が転入により編成番号を変更。1996年に川越電車区に転出した。205系が配置されたことにより、中野 - 三鷹間各駅では「銀色の電車は地下鉄直通」と案内されていたため、ラインカラーの黄色帯を配色された205系を営団地下鉄（現・東京メトロ）東西線直通電車と勘違いする乗客の誤乗が続出した。そのため明灰色に黄帯の塗装で運用されていた301系・103系1200番台を青帯に塗り替えて対処した。